# Komisja Polityki Gospodarczej, Budżetu i Finansów
Komisja Polityki Gospodarczej, Budżetu i Finansów – stała komisja sejmowa działająca do końca II kadencji.

## Prezydium wSejmie II kadencji
- Wiesława Ziółkowska (UP) – przewodniczący
- Jerzy Eysymontt (niez.) – zastępca przewodniczącego
- Józef Kaleta (SLD) – zastępca przewodniczącego
- Waldemar Michna (PSL) – zastępca przewodniczącego
- Jerzy Osiatyński (UW) – zastępca przewodniczącego[1]

## Prezydium wSejmie I kadencji
- Wojciech Arkuszewski (NSZZ-S) – przewodniczący
- Feliks Klimczak (PL) – zastępca przewodniczącego
- Bogdan Łukasiewicz (PSL) – zastępca przewodniczącego
- Andrzej Wielowieyski (UD) – zastępca przewodniczącego
- Wiesława Ziółkowska (UP) – zastępca przewodniczącego[2]

## Prezydium wSejmie X kadencji
- Ryszard Bugaj (SP) – przewodniczący
- Jan Rajtar (PSL) – zastępca przewodniczącego
- Bonawentura Ziemba (PAX) – zastępca przewodniczącego
- Wiesława Ziółkowska (UP) – zastępca przewodniczącego[3]